# Rouven Rech
Rouven Rech (* 1973 in Bochum) ist ein deutscher Dokumentarfilmer, Medienwissenschaftler, Medienkünstler. Er hat zahlreiche Filme veröffentlicht und wurde für seine Arbeiten sowohl für den Grimme-Preis als auch für den Deutschen Filmpreis nominiert.

## Leben
Rouven Rech studierte Medienwissenschaften an der Universität Paderborn und an der Hochschule für Film und Fernsehen (HFF) "Konrad Wolf". Er war einer der Organisatoren der Internationalen Studentenfilmtage "SehSüchte" in Potsdam-Babelsberg, die in den Jahren 1998 und 1999 stattfanden. Mit einem DAAD-Stipendium verbrachte er Studienzeit in Buenos Aires, wo er sein Diplomthema über "Cine y Censura durante la última Dictadura Militar en Argentina" recherchierte.
Sein Interesse am Dokumentarfilm führte ihn zur Filmakademie Baden-Württemberg in Ludwigsburg, wo er ein Diplom im Fach Dokumentarfilm erlangte. Anschließend vertiefte er sein Wissen an der EICTV (Escuela Internacional de Cine y Televisión) auf Kuba. Nach seinem Abschluss im Jahr 2004 arbeitete er als freier Filmemacher, Autor und Kameramann an Dokumentarfilmprojekten für verschiedene Fernsehsender. 2005 wurde er Mitinhaber der Film- und Videoproduktion Torero Film GbR mit Standorten in Berlin und Konstanz.
Mit dem Dokumentarfilm "Das Leben ist kein Heimspiel", der die Erfolgsgeschichte eines Fußball-Dorfvereins thematisiert, gab er in Co-Regie mit Frank Pfeiffer sein Debüt im Kino.
Er ist Mitglied in der Deutschen Filmakademie.

## Filmographie
- 2024: Watching You – Die Welt von Palantir und Alex Karp: Co-Produzent
- 2023: Hausnummer Null – Produzent
- 2020:" Warten auf die Welt" (2020): Eine Reflexion über die Auswirkungen der COVID-19-Pandemie auf die Bewohner der Stadt Dessau. Der Film zeigt individuelle Geschichten von Anpassung, Isolation und Hoffnung.
- 2018: "Die Zeugen – Eine Reise zu den letzten Überlebenden des Holocaust" (2018) ist eine Dokumentation von Rouven Rech, die am 25. Januar 2020 auf 3sat ausgestrahlt wurde. 3sat
- 2022: The Strait Guys – Der Traum vom Tunnel: Produzent
- 2014: No Land's Song – Produzent Die Geschichte einer mutigen iranischen Musikerin, die gegen staatliche Restriktionen kämpft, um weibliche Sängerinnen wieder auf die Bühne zu bringen. Der Film zeigt die Kraft von Kunst und Widerstand.
- 2014: Union fürs Leben: Regie, Drehbuch, Ton, Produzent Ein emotionaler Blick auf die Fans des Fußballvereins 1. FC Union Berlin, deren Leidenschaft und Engagement für den Verein weit über das Stadion hinausgehen.
- 2009/2010: Adopted: Regie, Drehbuch  Ein Film über das Phänomen westlicher Familien, die sich symbolisch von afrikanischen Erwachsenen „adoptieren“ lassen. Der Film hinterfragt die Dynamik von Hilfsprojekten und kulturellen Begegnungen. Co-Regisseurin Gudrun F. Widlok.
- 2010: Das Leben ist kein Heimspiel: Regie, Kamera, Ton. Die Geschichte des Aufstiegs der TSG 1899 Hoffenheim in die Bundesliga, dargestellt durch die beiden Antagonisten Jochen A. Rotthaus (damaliger Geschäftsführer) und Thorsten „Torro“ Hartl – einem Fan der ersten Stunde sowie weiteren Protagonisten aus Hoffenheim. Der Film zeigt wie aus einem einfachen Dorf eine (inter)nationale Marke wird. Co-Regisseur Frank Marten Pfeiffer
- 2008:	68 Fragen an... Eine virtuelle Gesprächsrunde mit 8 Protagonisten: Dokumentarfilm	Regisseur
- 2008:	Die Straßen Äthiopiens / Street Stories (AT):	Dokumentarfilm	Regisseur
- 2007:	MU:ZONE Bandcamp	Dokumentarfilm	Regisseur
- 2005:	Der Trans-Kalahari-Highway	Dokumentarfilm, SWR: Regisseur
- 2005: La Vida dulce – Das süße Leben: Regie, Drehbuch, Produzent. Ein 14-minütiger Dokumentarfilm, der den Muttertag in Havanna beleuchtet. Er zeigt die hektische Betriebsamkeit in einer Bäckerei, in der durch alle Fenster und Ritzen die Menschen starren, die eine der begehrten süßen Torten nach Hause tragen wollen. Der Film fängt die Vorfreude und die Herausforderungen ein, die mit dem Erwerb einer Torte zum Muttertag in Kuba verbunden sind. Co-Regie: Bettina Blümner
- 2004:	Spiel des Lebens – Der Traum vom Profilfußball	Reportage:	Regisseur
- 2004:	13 & 15	Dokumentarfilm: Regisseur	Ein Film über das Leben von Mädchen in der Sierra Maestra auf Kuba, die sich im Alter von 13 und 15 Jahren auf die Herausforderungen des Lebens vorbereiten. Der Film zeigt ihren Alltag, ihre Träume und die sozialen Gegebenheiten, in denen sie aufwachsen. Co-Regie: Bettina Blümner.
- 2004: Nachbarn: Regie, Drehbuch. Dokumentarfilm über ein bewachtes und umzäuntes Reichenviertel („barrio cerrado“) vor den Toren von Buenos Aires, das für 100 000 Einwohner geplant war. Heute leben dort 50 000 Menschen und es gibt Schulen sowie Kindergärten. Die meisten Dienstleistungen werden von den Nachbarn aus den das Viertel umschließenden armen Stadtteilen erledigt.
- 2004:	Das Paradies hinter dem Zaun – Nordelta und seine Nachbarn	Dokumentarfilm	Regisseur
- 2002:	Spiel des Lebens – Ein Sportfilm	Dokumentarfilm	Regisseur
- 2000:	Entrelineas – Die Botschaft zwischen den Zeilen	Dokumentarfilm	Regisseur

## Videoinstallationen (Auswahl)
- Für die Ausstellung 'Apropos Sex' im Museum für Kommunikation Berlin entwickelte Rouven Rech eine Videoinstallation, die sich mit dem Thema Sexualität auseinandersetzt.
- Gemeinsam mit Teresa Renn konzipierte Rouven Rech eine Videoinstallation für die Ausstellung 'Die 68er. Kurzer Sommer – lange Wirkung' im Historischen Museum Frankfurt. Diese Installation präsentierte Interviews mit acht Protagonist der 68er-Bewegung und bot den Besucher einen interaktiven Einstieg in die Thematik.
- Die Videoinstallation im Humboldt Forum, an der Rouven Rech beteiligt war, trug den Titel "World Death Conference". Sie zeigte eine simulierte Zoom-Konferenz, in der Sterbebegleiter aus aller Welt ihre Erfahrungen und Perspektiven über den Umgang mit dem Tod teilten. Dies ermöglichte den Besuchern eine interaktive und globale Auseinandersetzung mit dem Thema.
- Im Vögele Kultur Zentrum in Pfäffikon waren Rech und Renn an der Ausstellung halbzeit. SCHWEBE beteiligt. Ihre Videoinstallation STEPS OF LIFE thematisierte Übergangsphasen im menschlichen Leben und regte die Besucher zur Reflexion über persönliche Lebensmitte und Sterblichkeit an.

## Auszeichnungen & Nominierungen
Im Jahr 2011 erhielt er den Baden-Württembergischen Filmpreis für seinen Film Adopted.
- Grimme-Preis: Nominierung für Hoffenheim – Das Leben ist kein Heimspiel (2010).
- Deutscher Filmpreis: Nominierung für No Land's Song (2014).